# Miss Grand Thailandia 2019
La 7ª edizione di Miss Grand Thailandia si è svolta il 13 luglio 2019. La sede è stata, per la quarta volta, il Centro commerciale ed espositivo internazionale di Bangkok (BITEC). Settantasette vincitori di 77 concorsi provinciali hanno gareggiato per il titolo nazionale, oltre a ricevere il premio in denaro, il vincitore del concorso ha anche ottenuto una borsa di studio per un master e un dottorato presso l'Università di Bangkok Thonburi. La serata è stata condotta da Matthew Paul Dean e Jessica Sompong Espiner. La manifestazione è stata trasmessa in simulcast da Ch7, Facebook Live e Bugaboo TV.
La vincitrice dell'edizione è stata la venticinquenne Arayha Suparurk di Provincia di Nakhon Phanom, seconda la ventiquattrenne Peerachada Khunrak di Provincia di Nan e terza la ventunenne Naruemon Kampan di Provincia di Chiang Mai.
Arayha Suparurk, il vincitore del concorso ha rappresentato la Tailandia alla Miss Grand International 2019 in Venezuela ed è stato classificato come secondo classificato.

## Risultati

### Risultato finale
| Risultato finale           | Risultato finale | Risultato finale                                                                                         |
| -------------------------- | ---------------- | --- |
| Classifica                 | Regione          | Concorrente                                                                                              |
| Miss Grand Thailandia 2019 | Nord-est         | - Nakhon Phanom – Arayha Suparurk                                                                        |
| Primo Finalista            | Nord             | - Nan – Peerachada Khunrak                                                                               |
| Secondo Finalista          | Wild Card        | - Chiang Mai – Naruemon Kampanƒ                                                                          |
| Terzo Finalista            | Centrale         | - Trat – Maneerat Daengprasert                                                                           |
| Quarto Finalista           | Sud              | - Phang Nga – Chompoonuch Puengpon                                                                       |
| TOP 10                     | Sud              | - Surat Thani – Kasama Suetrong                                                                          |
| TOP 10                     | Nord-est         | - Ubon Ratchathani – Sirirat Na Ubon                                                                     |
| TOP 10                     | Centrale         | - Rayong – Ganyalag Nookaew                                                                              |
| TOP 10                     | Wild Card        | - Phuket – Tharina Botes‡                                                                                |
| TOP 10                     | People's Choice  | - Loei – Jiraporn Pumipat†                                                                               |
| TOP 21                     | Sud              | - Chumphon – Chuthamart Meakseree - Songkhla – Ruchirada Sriphitak                                       |
| TOP 21                     | Nord-est         | - Roi Et – Kobkaew Sriradda - Nong Khai – Natnicha Bunyuen - Amnat Charoen – Parichart Buahem            |
| TOP 21                     | Centrale         | - Chanthaburi – Warisara Pattanasoon - Chachoengsao – Rungtawan Nuntasirikun - Chainat – Suwimon Semapru |
| TOP 21                     | Nord             | - Kamphaeng Phet – Mintra Suppathasewee - Chiang Rai – Siriporn Wanngern - Phayao – Penpitcha Narkdaeng  |

Note

ƒ   La Miss Grand Chiang Mai, Naruemon Kampan, è andata nella Top 10 finalista per la selezione dei giudici e nella Top 5 per Wild Card.

‡   La Miss Grand Phuket, Tharina Botes, è andata nella top 21 finalista per la selezione dei giudici e nella top 10 per Wild Card.

†   La Miss Grand Loei, Jiraporn Pumipat, è entrata automaticamente nella Top 10 perché ha vinto il People's Choice Award.

### Premi speciali
| Premi                          | Concorrente                      |
| Miss Grand Rising Star         | Phang Nga – Chompoonuch Puengpon |
| Miss Fotogenica                | Nakhon Phanom – Arayha Suparurk  |
| Miss Beautiful Smile           | Chiang Mai – Naruemon Kampan     |
| Miss Perfect Armpit            | Nakhon Phanom – Arayha Suparurk  |
| Miss Bella Faccia              | Nan – Peerachada Khunrak         |
| Miss Congenialità              | Phuket – Tharina Botes           |
| Cara della Provincia Ospitante | Nan – Peerachada Khunrak         |
| Migliore in Costume da Bagno   | Trat – Maneerat Daengprasert     |
| Migliore Introduzione          | Songkhla – Ruchirada Sriphitak   |
| Miglior Costume Nazionale      | Bangkok – Nutsuda Termchai       |
| People's Choice                | Loei – Jiraporn Pumipat          |
| M Picture Nuova Attrice        | Phayao – Penpitcha Narkdaeng     |
| Ambasciatore di Saisamorn      | Chiang Mai – Naruemon Kampan     |
| Best Progettista               | Nan                              |
| Best Director                  | Chiang Mai                       |
| Global Beauties' Choice        | Nan – Peerachada Khunrak         |

## Concorrente
| Provincia           | Rappresentante              | E  | A    | Città natale          | R            |
| Regione Sud         |                             |    |      |                       |              |
| Chumphon            | Chuthamart Meakseree        | 24 | 1.71 | Rayong                |              |
| Kanchanaburi        | Marieclaude Guanziroli      | 21 | 1.74 | Nakhon Si Thammarat   | [ 9 ]        |
| Krabi               | Orawan Chaiyasorn           | 26 | 1.67 | Krabi                 |              |
| Nakhon Si Thammarat | Wipapron Champarueang       | 23 | 1.76 | Sisaket               |              |
| Narathiwat          | Nattapat A-mornsin          | 21 | 1.79 | Pathum Thani          |              |
| Pattani             | Nittaya Aeam-aksorn         | 26 | 1.73 | Trang                 |              |
| Phang Nga           | Chompoonuch Puengpon        | 21 | 1.69 | Phang Nga             |              |
| Phatthalung         | Siraprapa Sangthong         | 25 | 1.70 | Surat Thani           |              |
| Phetchaburi         | Thiptanya Meesiri           | 21 | 1.72 | Bangkok               | [ 10 ]       |
| Phuket              | Tharina Botes               | 22 | 1.79 | Roodepoort, Sudafrica | [ 11 ]       |
| Prachuap Khiri Khan | Maneerat Pichairat          | 22 | 1.74 | Trang                 |              |
| Ranong              | Nutthida Puengnum           | 24 | 1.70 | Bangkok               |              |
| Ratchaburi          | Pattarapron Laipreeda       | 25 | 1.70 | Ratchaburi            |              |
| Satun               | Rosnamee Changwang          | 26 | 1.75 | Satun                 |              |
| Songkhla            | Ruchirada Sriphitak         | 21 | 1.78 | Bangkok               | [ 12 ]       |
| Surat Thani         | Kasama Suetrong             | 22 | 1.74 | Prachuap Khiri Khan   | [ 13 ]       |
| Trang               | Sumitra Noenphrom           | 26 | 1.73 | Bangkok               |              |
| Yala                | Ruttiya Somwang             | 20 | 1.70 | Narathiwat            |              |
| Regione Nord-est    |                             |    |      |                       |              |
| Amnat Charoen       | Parichart Buahem            | 25 | 1.68 | Bangkok               |              |
| Bueng Kan           | Anussara Panya              | 23 | 1.70 | Bangkok               |              |
| Buri Ram            | Rosarin Pitplern            | 21 | 1.75 | Surin                 |              |
| Chaiyaphum          | Sudawan Kamdee              | 25 | 1.75 | Bangkok               |              |
| Kalasin             | Natthaya Pairin             | 20 | 1.70 | Bangkok               |              |
| Khon Kaen           | Sirinart Sum-Im             | 23 | 1.72 | Khon Kaen             |              |
| Loei                | Jiraporn Pumipat            | 21 | 1.73 | Loei                  |              |
| Maha Sarakham       | Arisa Reker                 | 20 | 1.71 | Khon Kaen             |              |
| Mukdahan            | Natnicha Pisarnpongchana    | 26 | 1.70 | Bangkok               |              |
| Nakhon Phanom       | Arayha Suparurk             | 25 | 1.75 | Bangkok               | [ 14 ]       |
| Nakhon Ratchasima   | Kamolchanok Lonuch          | 27 | 1.67 | Nakhon Ratchasima     | [ 4 ] [ 15 ] |
| Nongbua Lamphu      | Mathuros Romlamduan         | 19 | 1.70 | Udon Thani            |              |
| Nong Khai           | Natnicha Bunyuen            | 22 | 1.71 | Sakon Nakhon          |              |
| Roi Et              | Kobkaew Sriradda            | 26 | 1.71 | Roi Et                |              |
| Sakon Nakhon        | Kanokpron Makkaponsombat    | 23 | 1.70 | Bangkok               |              |
| Sisaket             | Sireethorn Sa-chan          | 20 | 1.72 | Roi Et                |              |
| Surin               | Monthita Trakoonsa-nganet   | 24 | 1.68 | Surin                 |              |
| Ubon Ratchathani    | Sirirat Na Ubon             | 22 | 1.70 | Ubon Ratchathani      |              |
| Udon Thani          | Kamolwan Lao-In             | 23 | 1.73 | Nongbua Lamphu        |              |
| Yasothon            | Preepada Chimrareng         | 26 | 1.78 | Nakhon Ratchasima     |              |
| Regione Centrale    |                             |    |      |                       |              |
| Ang Thong           | Thanyaphaksinee Seesuwan    | 22 | 1.67 | Bangkok               |              |
| Ayutthaya           | Nawapron Rakbamrung         | 25 | 1.70 | Surat Thani           |              |
| Bangkok             | Nutsuda Termchai            | 20 | 1.72 | Nakhon Ratchasima     | [ 16 ]       |
| Chachoengsao        | Rungtawan Nuntasirikun      | 20 | 1.72 | Chonburi              | [ 17 ]       |
| Chainat             | Suwimon Semapru             | 26 | 1.71 | Bangkok               |              |
| Chanthaburi         | Warisara Pattanasoon        | 21 | 1.72 | Bangkok               | [ 18 ]       |
| Chonburi            | Wachiraya Auamnoi           | 19 | 1.70 | Chonburi              |              |
| Lopburi             | Natthida Puangkasem         | 25 | 1.68 | Lopburi               | [ 19 ]       |
| Nakhon Nayok        | Banthita Kaewmeuan          | 26 | 1.71 | Chachoengsao          |              |
| Nakhon Pathom       | Manassara Kraiha            | 26 | 1.71 | Suphanburi            |              |
| Nonthaburi          | Sirikan Saengsrichan        | 23 | 1.67 | Nakhon Nayok          |              |
| Pathum Thani        | Hathaitip Leaung A-ram      | 25 | 1.75 | Bangkok               |              |
| Prachinburi         | Patcharida Ngornking        | 22 | 1.83 | Nakhon Ratchasima     | [ 20 ]       |
| Rayong              | Ganyalag Nookaew            | 19 | 1.78 | Pathum Thani          | [ 21 ]       |
| Sa Kaeo             | Chadaporn Chaiyasorn        | 24 | 1.69 | Bangkok               |              |
| Samut Prakan        | Sudarat Krueakhamwang       | 23 | 1.73 | Bangkok               |              |
| Samut Sakhon        | Nuntawan Pongpitak          | 22 | 1.72 | Bangkok               |              |
| Samut Songkhram     | Kanyaweer Nookaew           | 19 | 1.73 | Pathum Thani          |              |
| Saraburi            | Krittaporn Tipsuk           | 21 | 1.75 | Ratchaburi            | [ 5 ]        |
| Sing Buri           | Pornpawee Saesue            | 25 | 1.79 | Roi Et                |              |
| Suphanburi          | Olivia Maneeroj             | 22 | 1.70 | Bangkok               |              |
| Trat                | Maneerat Daengprasert       | 25 | 1.70 | Bangkok               |              |
| Regione Nord        |                             |    |      |                       |              |
| Chiang Mai          | Naruemon Kampan             | 21 | 1.74 | Sa Kaeo               | [ 22 ]       |
| Chiang Rai          | Siriporn Wanngern           | 21 | 1.75 | Chiang Rai            |              |
| Kamphaeng Phet      | Mintra Suppathasewee        | 21 | 1.74 | Nakhon Sawan          | [ 23 ]       |
| Lampang             | Tharinee Mansuwan           | 24 | 1.72 | Chiang Mai            |              |
| Lamphun             | Sukanya Khumpream           | 26 | 1.70 | Bangkok               |              |
| Mae Hong Son        | Kanyapatr Pongsupa          | 27 | 1,66 | Mae Hong Son          | [ 24 ]       |
| Nakhon Sawan        | Praw-rawee Kittiworaprasart | 22 | 1.73 | Songkhla              |              |
| Nan                 | Peerachada Khunrak          | 24 | 1.71 | Songkhla              | [ 25 ]       |
| Phayao              | Penpitcha Narkdaeng         | 20 | 1.68 | Bangkok               |              |
| Phetchabun          | Saowalak Uppakot            | 24 | 1.69 | Udon Thani            |              |
| Phichit             | Napatsakorn Modchang        | 21 | 1.72 | Phichit               | [ 26 ]       |
| Phitsanulok         | Areeya Noisupab             | 22 | 1.70 | Phitsanulok           |              |
| Phrae               | Siriwan Kongkasuriyachay    | 22 | 1.75 | Chumphon              |              |
| Sukhothai           | Natchawathida Ta-duang      | 23 | 1.70 | Phitsanulok           |              |
| Tak                 | Wannapa Chatkratok          | 22 | 1.74 | Bangkok               |              |
| Uthai Thani         | Petcharat Chaopa            | 23 | 1.78 | Yasothon              |              |
| Uttaradit           | Sarene Thipvieng            | 25 | 1.69 | Bangkok               |              |